# Bohusläns Föreningsarkiv
Bohusläns Föreningsarkiv bildades under namnet Folkrörelsearkivet i Uddevalla den 12 juni 1967. Det nuvarande namn antogs den 18 november 1992.
Bohusläns Föreningsarkiv är ett av Sveriges 22 regionala arkivinstitutioner. Arkivet ansvarar för den enskilda arkivsektorn, främst föreningsarkiv, inom Bohuslän samt Färgelanda kommun i Dalsland. Arkivet har till uppgift att arbeta för att handlingar och annan dokumentation med anknytning till föreningslivet inventeras, insamlas, förtecknas, vårdas och ställs till forskningens förfogande. Arkivet skall också svara för rådgivning, utbildning och stöd i arkivfrågor till föreningar och organisationer.